# Tấn công bằng dao Paris 2018
| [Bản đồ tương tác toàn màn hình]                                                                                      |                                                               |
| Cuộc tấn công đã diễn ra trên đường Saint Saint Augustin và kẻ tấn công đã bị bắn trong khu vực liền kề đường phố Đức |                                                               |
| | Biểu đồ hiện đang tạm thời không khả dụng do vấn đề kĩ thuật. |

Vào ngày 12 tháng 5 năm 2018, một công dân Pháp sinh ra ở Chechnya, 21 tuổi, đã cầm dao, giết chết một người đi bộ và làm bị thương nhiều người gần Palais Garnier, nhà hát opera ở Paris, Pháp, trước khi bị bắn chết cảnh sát. Các nút thắt nằm trong khu vực của Saint Saint Augustin và Passage Choiseul. Tổng thống Pháp Emmanuel Macron nói rằng Pháp đã "trả giá một lần nữa bằng máu nhưng sẽ không nhường lại một inch cho kẻ thù của tự do." Nghi phạm, được xác định là Khamzat Azimov, đã nằm trong danh sách theo dõi chống khủng bố kể từ năm 2016. Hãng thông tấn Amaq đã đăng một đoạn video về một người trùm đầu cam kết trung thành với Nhà nước Hồi giáo Iraq và Levant (ISIL) Abu Bakr al-Baghdadi, tự xưng là kẻ tấn công. Europol phân loại cuộc tấn công là khủng bố thánh chiến.

## Biến cố

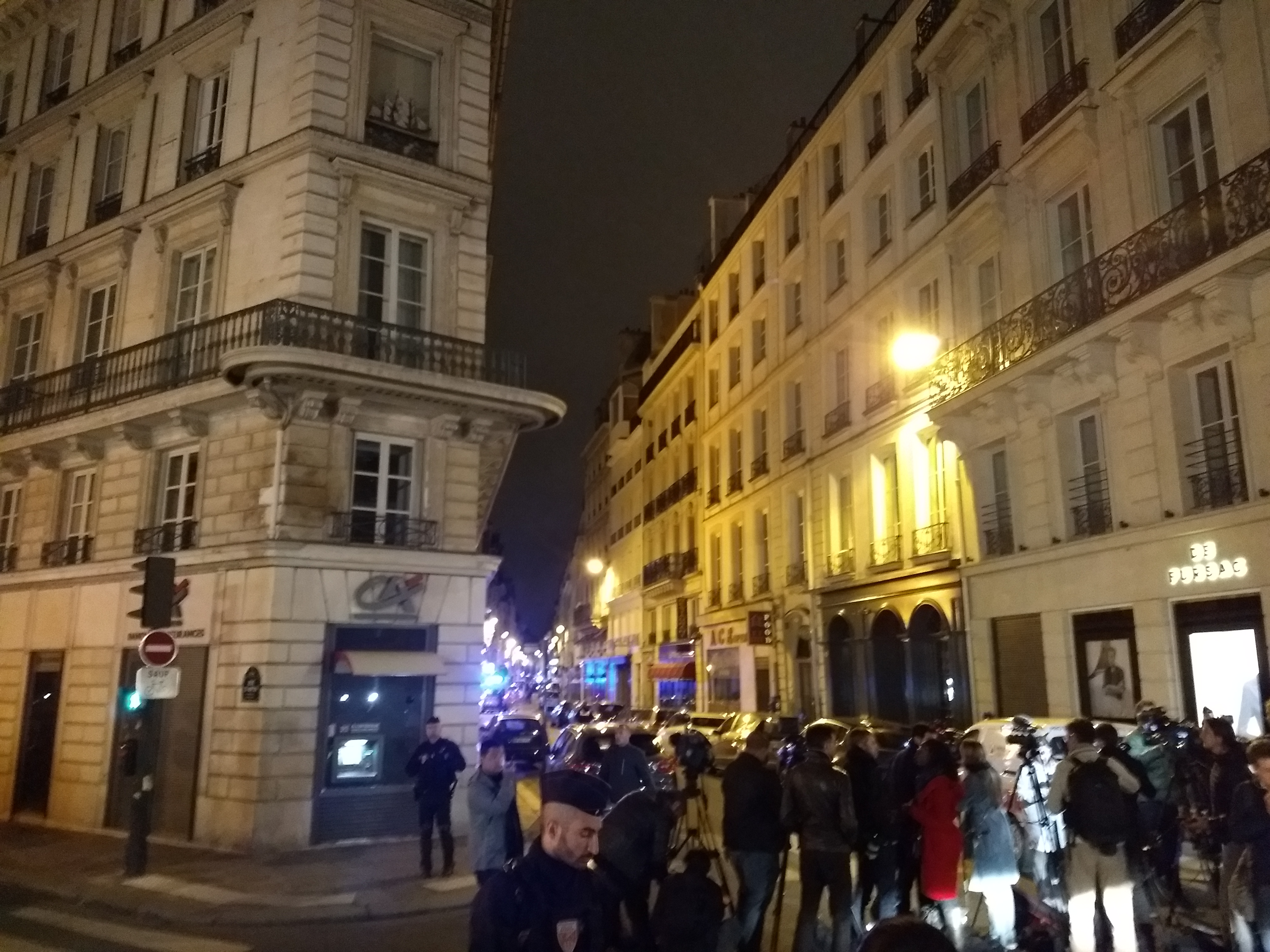
Cảnh sát Paris ra khỏi khu vực sau vụ tấn công.

Vụ tấn công xảy ra vào khoảng 8:47 tối, tại quận thứ hai của Paris. Cảnh sát trước tiên đã cố gắng hai lần để ngăn chặn kẻ tấn công bằng súng điện trước khi bắn chết nghi phạm một cách nguy hiểm khi súng gây choáng không làm mất khả năng của anh ta. Cảnh quay từ hiện trường cho thấy mọi người chạy về phía bắc từ đường Meh Mehul vào đường phố Mars Marsollier và ít nhất một cá nhân ở góc đường có khả năng bị thương. Một nhân chứng giấu tên đã được phỏng vấn bởi mạng BFM của Pháp, người đã tuyên bố rằng một phụ nữ trẻ ở lối vào của một nhà hàng đã bị chặt cổ, trước khi được giải cứu và kẻ tấn công đã chuyển sang một con phố khác.

## Nghi phạm
Vụ tấn công đã được điều tra bởi một đơn vị chống khủng bố của Cảnh sát Paris. Hãng thông tấn Amaq thân ISIL tuyên bố nghi phạm là một "người lính của Nhà nước Hồi giáo", đáp lại lời kêu gọi tấn công công dân liên minh. Công tố viên Francois Molins tuyên bố rằng kẻ tấn công đã hét lên "Allahu Akbar" trong cuộc tấn công.
Nghi phạm được đặt tên là Khamzat Azimov, một công dân Pháp và sinh viên điều dưỡng, sinh năm 1997 tại Chechnya. Anh ấy đã cùng cha mẹ đến Pháp vào đầu những năm 2000, nơi gia đình được cấp quy chế tị nạn vào năm 2004. Lớn lên ở Strasbourg, ở Vùng Alsace, năm 2010, mẹ anh ấy trở thành công dân Pháp, cho phép anh ấy nhập tịch. Nghi phạm 19 tuổi khi đó đã trở thành người được DGSI quan tâm vào năm 2016, khi một số người quen của anh ta lên kế hoạch đi du lịch tới Syria. Anh ta không có tiền án tiền sự, tuy nhiên, NBC đã báo cáo rằng "nghi phạm nằm trong danh sách theo dõi của cảnh sát về chủ nghĩa cấp tiến."  Một nguồn tin tư pháp nói với truyền thông Pháp rằng cha mẹ anh ta đang bị giam giữ để thẩm vấn. Tại Chechnya, lực lượng an ninh đã triển khai các tàu sân bay bọc thép ở Argun để vây bắt người thân của Azimov để thẩm vấn.
Một người bạn thời trung học của Azimov đã bị bắt ở Strasbourg và chuyển đến Paris. Ngay trước khi xảy ra vụ tấn công, anh ta đã gửi cho em gái mình một tin nhắn văn bản "một thánh ca thánh chiến thường được Nhà nước Hồi giáo sử dụng" từ một trong ít nhất tám chiếc điện thoại của anh ta. Nghi phạm, được xác định là Abdul Hakim A, cũng là người Pháp gốc Chechen, người đã xuất hiện trong danh sách theo dõi khủng bố, bị buộc tội "liên kết với những kẻ khủng bố tội phạm với kế hoạch tấn công người dân." Hai phụ nữ bị giam giữ để thẩm vấn, một người báo cáo người vợ cực đoan của Hakim A, người năm 2017 đã cố gắng rời khỏi Syria.

## Phản ứng
Thị trưởng Paris Anne Hidalgo đã viết trên Twitter về cuộc tấn công rằng "tối nay, thành phố của chúng tôi đã bị bầm tím" và "tất cả người dân Paris đều ở bên cạnh họ", đề cập đến gia đình và bạn bè của các nạn nhân. Tổng thống Pháp Emmanuel Macron đã phân loại kẻ tấn công là "kẻ khủng bố". Bộ trưởng Nội vụ Pháp Gérard Collomb ca ngợi phản ứng lạnh lùng và nhanh chóng của cảnh sát Pháp đã "vô hiệu hóa" kẻ tấn công.
Tổng thống Cộng hòa Chechen, Ramzan Kadyrov, đổ lỗi cho chính quyền Pháp và sự ủng hộ của ông tại Pháp về vụ tấn công, tuyên bố rằng "Trong ánh sáng này, tôi thấy phù hợp để tuyên bố rằng mọi trách nhiệm về việc Azimov đã dấn thân vào con đường tội phạm thuộc về Chính quyền Pháp. " Điều này khiến Bộ trưởng Ngoại giao Pháp Jean-Yves Le Drian phản ứng bằng cách đổ lỗi cho" các cuộc đàn áp phi pháp chống lại thường dân Chechen "của lực lượng an ninh Kadyrov.